# Somewhere in the Night
Somewhere in the Night (en català: En algun lloc a la nit) és una pel·lícula de cinema negre de 1946 i un thriller psicològic dirigit i co-escrit per Joseph L. Mankiewicz. Fou protagonitzada per John Hodiak, Nancy Guild, Richard Conte i Lloyd Nolan.

## Argument
La pel·lícula explica el conte d'un home anomenat George Taylor (John Hodiak), que torna a casa als EUA després de lluitar en la Segona Guerra Mundial. Pateix amnèsia, com a conseqüència de l'explosió d'una granada. Intenta trobar la seva antiga identitat, seguint un rastre deixat pel misteriós senyor Larry Cravat. Acaba topant-se amb un misteriós assassinat en el que hi ha implicat un escamot nazi.

## Repartiment
- John Hodiak com a George W. Taylor
- Nancy Guild com a Christy Smith
- Lloyd Nolan com al tinent de Policia, Donald Kendall
- Richard Conte com a Mel Phillips
- Josephine Hutchinson com a Elizabeth Conroy
- Fritz Kortner com Anzelmo aka Oracle
- Sheldon Leonard com a Sam
- Whit Bissell com a John el Bartender
- Harry Morgan com a encarregat de Bany
- Lou Nova com a Hubert
- Margo Woode com a Phyllis
- Jeff Corey com a Bank Teller
- John Ireland (actor) com El Narrador